# Britta Wuttke
Britta Wuttke (ur. 30 marca 1940 w Międzyzdrojach (niektóre źródła podają Świnoujście)) – polska i niemiecka lekarka, tłumaczka i animatorka kultury.

## Życiorys
W 1945 jej rodzina opuściła Wolin, uciekając przed Armią Czerwoną,  i zamieszkała w Meklemburgii. Po zakończeniu wojny jej matka zdecydowała się wrócić do Międzyzdrojów, gdzie rodzina uporządkowała dom rodzinny, w którym później otworzono pensjonat Concordia. Uzyskały status autochtonów i nie zostały wysiedlone do Niemiec.
Britta Wuttke uczęszczała do szkoły podstawowej w Międzyzdrojach i liceum w Świnoujściu, a następnie studiowała medycynę na Pomorskiej Akademii Medycznej. Po studiach zaczęła pracę naukową (neuropatologia), była na praktykach w Szwajcarii i NRD. Praca naukowa nie podobała jej się i wróciła do Międzyzdrojów, gdzie pracowała jako lekarka w szpitalu w Świnoujściu i  w domu dziecka w Międzyzdrojach.
Jesienią 1981 wyjechała do Berlina Zachodniego na leczenie i rehabilitację. Poznała wtedy swojego przyszłego męża, Lothara. W lutym 1982 jej dom rodzinny w Międzyzdrojach spłonął. W połączeniu z sytuacją w Polsce po wprowadzeniu stanu wojennego, Britta Wuttke zdecydowała się pozostać w Niemczech. Mieszkając w Berlinie Zachodnim, czynnie wspierała polskich opozycjonistów, współorganizowała dostawy lekarstw i pomocy materialnej dla Międzyzdrojów. Często odwiedzała międzyzdrojski dom dziecka.
W Niemczech zajmowała się akupunkturą i medycyną chińską.

## Działalność kulturalna
W 1975 roku wydała powieść Homunculus z tryptyku, która w 1976 roku została nagrodzona drugą nagrodą na Szczecińskim Konkursie Literackim. Powieść z elementami autobiograficznymi była kilkakrotnie wznawiana i stała się podstawą monodramu Portret z ram wyjęty Ewy Wawrzoń.
Publikowała opowiadania w „Szpilkach”, „Głosie Wielkopolskim” i w „Życiu Literackim”. Opowiadanie „Opowiedział śledzik sowie”, które miało się ukazać w kwartalniku „Morze i Ziemia”, nie ukazało się, ocenzurowane w stanie wojennym. Próbne wydruki zostały zniszczone, dopiero w XXI wieku odnaleziono jeden komplet w archiwum Centrum Dialogu „Przełomy” w Szczecinie.
Prace malarskie Britty Wuttke były wystawiane w Zamku Książąt Pomorskich.
O jej życiu opowiadają filmy dokumentalne Złodroże. Britta Wuttke oraz Sploty jednego warkocza.

## Nagrody
- II nagroda w konkursie Urzędu Wojewódzkiego w Szczecinie za powieść Homunculus z tryptyku (1976)
- Nagroda Artystyczna Młodych „Głosu Szczecińskiego” (1977)
- nagroda „Spojrzeń” za najlepszy debiut literacki (powieść Homunculus z tryptyku) (1978)
- nagroda specjalna „Głosu Szczecińskiego - Spojrzenia” za reportaż Opowiedział śledzik sowie (1981)

W 2010 Britta Wuttke została uhonorowana tytułem Honorowego Obywatela Międzyzdrojów.